# Haemanthus namaquensis
Haemanthus namaquensis är en amaryllisväxtart som beskrevs av Robert Allen Dyer. Haemanthus namaquensis ingår i släktet Haemanthus och familjen amaryllisväxter. Inga underarter finns listade i Catalogue of Life.